# Słowo i Życie
Słowo i Życie – wydawane od 1989 czasopismo religijne Kościoła Chrystusowego w Rzeczypospolitej Polskiej. Ukazuje się w cyklu kwartalnym.
Periodyk powstał po rozpadzie Zjednoczonego Kościoła Ewangelicznego w PRL, którego częścią byli wierni Kościoła Chrystusowego. Wobec przejęcia przez Kościół Zielonoświątkowy czasopisma „Chrześcijanin” wydawanego przez ZKE, Kościół Chrystusowy rozpoczął wydawanie własnego periodyku. Początkowo ukazywał się jako miesięcznik. Jego pierwszym redaktorem naczelnym był Henryk Ryszard Tomaszewski i funkcję tę pełnił do 1995. Później redagowanie czasopisma podjęli Nina i Bronisław Hury.
Siedziba redakcji mieści się w Warszawie przy ul. Puławskiej 114. W 2011 nakład kwartalnika wynosił 800 egz..